# Mark Filatov
Mark Filatov (* 29. August 1990 in Bischkek, Kirgisische SSR, Sowjetunion), auch bekannt als Slavik, ist ein russisch-deutscher Schauspieler, Rapper und Webvideoproduzent.

## Leben
Mark Filatov ist in Bischkek, der Hauptstadt Kirgisistans geboren und zog als Fünfjähriger mit seiner Mutter ins Saarland. In Neunkirchen wuchs er unter Russen und Polen auf und sammelte dabei Erfahrungen, die er später für seine Rollen nutzte. Später zog er mit seiner Familie nach Berlin-Marzahn. Er studierte nach seiner Fachhochschulreife ab 2011 Schauspiel an der Staatlichen Hochschule für Musik und Darstellende Kunst Stuttgart.
Bekannt wurde er durch die KiKA-Jugendserie dasbloghaus.tv, in der er die Rolle des Alexander Luganow spielte. Seine erste große Hauptrolle hatte er im Jahre 2011 im Kinofilm Nemez. Dort spielte er den jungen Russlanddeutschen Dima.
Seit Anfang 2016 betrieb er mit Dimitri Tsvetkov (Wadik) den YouTube-Kanal Ost Boys und ist unter den Alias MA4 (gesprochen Mafia) und Slavik musikalisch tätig. Mittlerweile gehen Tsvetkov und Filatov getrennte Wege.
Seit dem 24. März 2019 betreibt Filatov eine eigene Instagram-Seite mit dem Namen slavik.ma4, auf der er Einblicke aus seinem Leben zeigt oder diverse Kurzclips veröffentlicht. Mittlerweile folgen ihm über 1,2 Millionen Menschen (Stand März 2025). Zusätzlich gibt es einen gleichnamigen YouTube-Kanal, auf welchem er unter anderem Tourguides veröffentlicht. Des Weiteren lädt Filatov Kooperationen mit Comedians wie Phil Laude aus dem ehemaligen Y-Titty Comedytrio oder Bodyformus auf YouTube.
Am 26. November 2019 feierte die Serie Slavik – Auf Staats Nacken beim Streaminganbieter Joyn ihre Premiere. In Zusammenarbeit entstanden bisher sechzehn Folgen in 2 Staffeln. Dabei wird er in der Rolle des Slavik Junge zum Testimonial für die Bundesagentur für Arbeit und testet in jeder Folge einen neuen Job.
Am 6. Dezember 2019 veröffentlichte er seine erste Single Als wenn’s gestern war. Slavik wirkte ebenfalls bei Musikvideos von Capital Bra mit.
Im Rahmen der Reihe Germania (YouTube) wurde er 2020 porträtiert.

## Filmografie (Auswahl)

### Filme
- 2010: Davon willst du nichts wissen (Fernsehfilm)
- 2012: Nemez
- 2012: Bad News
- 2013: Der Lehrer
- 2014: Tatort – Zirkuskind
- 2016: Geschwister
- 2017: Ein Fall für zwei
- 2019: Lara
- 2020: Nightlife
- 2022: Nicht Erregen

### Fernsehen
- 2009–2010: dasbloghaus.tv (Fernsehserie)
- 2010: Verbotene Liebe (Fernsehserie)
- 2014: SOKO 5113 (Fernsehreihe)
- 2015: Josephine Klick – Allein unter Cops (Fernsehserie)
- 2015: In aller Freundschaft – Die jungen Ärzte (Fernsehserie, Folge Wahrer Mut)
- 2016: In aller Freundschaft (Fernsehserie, Folge 746 Abschied)
- 2016–2019: Ost Boys (Internetserie mit Dimitri Tsvetkov auf YouTube)
- 2018: Der Staatsanwalt (Fernsehserie, Folge  Netz der Spinne)
- seit 2018: Beat (Amazon Prime; Nebenrolle in der deutschsprachigen Serie)[4]
- seit 2019: Slavik – Auf Staats Nacken (Webserie auf Joyn)

## Diskografie

### Singles
- 2018: Fick die Polizei
- 2019: Als wenns gestern war
- 2020: Dumm Dumm
- 2020: Ein Mann ein Wort
- 2020: SLAVIK
- 2020: Kalinka
- 2020: In meiner Welt
- 2020: Nicht allein
- 2020: In meiner Welt (Remix)
- 2020: Top Top (mit Jhorrmountain, Jugglerz)
- 2020: Alles was ich hab
- 2020: Alles was sie will
- 2020: Weihnachten in meinem Viertel
- 2020: Sag mir was zählt
- 2021: Sex im Hotelzimmer
- 2021: TETRIS (mit Vitalik, VIZE)
- 2021: Durch die Nacht
- 2024: Round the World
- 2024: Kisses
- 2024: Round the World (Bovski Remix)
- 2024: Strangers Lips

## Theater
- 2013: Der zerbrochne Krug; Regie: Nora Schlocker (Nationaltheater Mannheim; Autor: Heinrich von Kleist)
- 2013: Nachtasyl; Regie: Māra Ķimele (Wilhelma Theater Stuttgart; Autor: Maxim Gorki)
- 2014: Seymour; Regie: Henner Kellmeyer (Staatstheater Stuttgart; Autor: Anne Lepper)
- 2014: Das Tierreich; Regie: Laura Linnenbaum (Staatstheater Darmstadt; Autoren: Nolte Decar)

## Auszeichnungen und Nominierungen

### Auszeichnungen
- 2020: Deutscher Comedypreis für die beste Comedy-Serie (für Slavik – Auf Staats Nacken)[5]
- 2021: Deutscher Comedypreis für die beste Comedy-Fiction (für Slavik – Auf Staats Nacken)

### Nominierungen
- 2013: Max-Ophüls-Preis für bester Nachwuchsdarsteller (für Nemez)